# 国際連合安全保障理事会決議667
国連安全保障理事会決議667（こくさいれんごうあんぜんほしょうりじかいけつぎ667、英: United Nations Security Council Resolution 667）は、1990年9月16日に国際連合安全保障理事会で採択された決議である。過去の決議660、661、664、665、666を想起し、外交関係に関するウィーン条約、領事関係に関するウィーン条約に違反する、拉致を含む、イラクによるクウェートの在外公館や職員への攻撃行動に対して憤りを表明し、非難した。
イラク兵士が、一部のヨーロッパやアラブ諸国の在外公館に侵入し、職員の拉致や追放を行ったため、国際連合憲章第7章に基づいて、安保理は、ウィーン条約による義務を思い起こさせ、決議664で言及したすべての市民とともに外国人を即時解放するように求め、また、イラクに対して、クウェートにある在外公館や領事館の職員と施設の安全と福祉を守り、国民の施設へのアクセスを含む、外交機能を妨害するような行動をとらないように要求した。
最後に、すべての加盟国に対して、イラクに対する決議を厳守するように要請し、国際法や安保理決議に反する場合は、イラクに対して追加で行動することを決定した。
決議667の採択により、世界の意見がサッダーム・フセインの行動に対する武力行使の支持へと傾いていった。イラクの国連副代表Sabah Talat Kadratは、「安保理はイラクに対して迅速に行動するが、パレスチナ問題に関しては行動していない」と発言し、決議667を非難した。